# Герб УНР

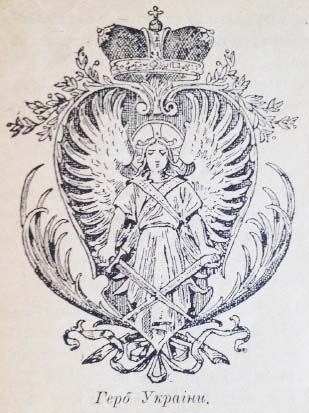
Інтерпретація герба України за символом Київщини («Катехізм Українця», 1917)

Герб УНР — один із трьох офіційних символів держави, поряд із прапором та гімном. Використовувався УНР (до і після правління П.Скоропадського) та урядом УНР в екзилі.
Центральною геральдичною фігурою герба є Тризуб (тризуб) князя Володимира (див. «Знаки Рюриковичів»). У майбутньому цей символ успадкує і Україна.

## Історія

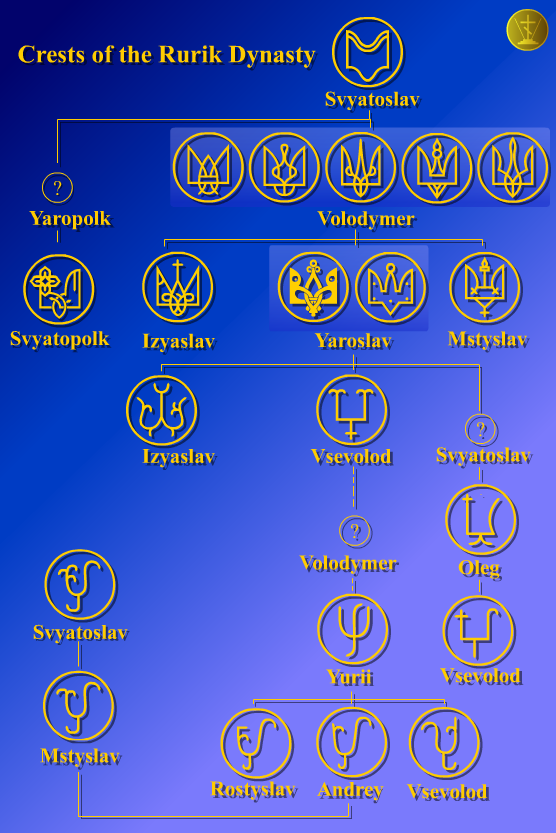
Особисті знаки князів будинку Рюриковичів

Після лютневої революції в Росії питання про кольори українського прапора було вирішено досить швидко. З гербом Української Народної Республіки справа була складніша. У двох великих масових маніфестаціях, що відбулися в березні 1917 року, можна було бачити кілька гербів, які учасники ходів намагалися представити як символ України: жовтий лев на блакитному тлі, комбінований герб з левом і архангелом Михайлом, козак з мушкетом, орел на синьому тлі і навіть півмісяць із зірками та хрестом над ним, єдиним лише залишалися здебільшого сині та жовті кольори.
У зв'язку з цим голова Центральної ради, найбільший український історик М. С. Грушевський, виступив 16 вересня 1917 зі спеціальною статтею в газеті " Народна воля ". Він наголосив насамперед, що постійного герба Україна ніколи не мала. До символів, здатних виступити в цій ролі, найбільш підходящими він виділяв Тризуб часів Київської Русі, лук або арбалет, відомий за київськими печатками XVII—XVIII століття, і козака з мушкетом, що зображувався на печатках Війська Запорізького.
У грудні 1917 року затверджується зразок першого державного кредитного білета. У його офіційному описі сказано: «сітка передньої частини квитка складається з хвилястих ліній; і в ній є білі відбитки Володимирського знака». Так, де-факто зображення тризубця вперше увійшло до офіційних документів Української Народної Республіки.
А 18 січня 1918 року було прийнято проект військово-морського прапора України, на синій смузі якого містився золотий колір Тризуб з хрестом, розташованим на верхній середній його частині. Так Тризуб, не затверджений як державний герб, вдруге з'явився як офіційний символ, що й вирішило все. Після цього, 12 лютого (25 лютого за новим стилем) 1918 року Рада Міністрів ухвалила рішення внести до Ради закон про затвердження державним гербом Української Народної Республіки «прийнятого Морським флотом герба Володимира Великого (без хреста)». І 1 березня того ж року у місті Коростені Рада затвердила цей герб. (У Коростені, оскільки у Київ в той час був окупований Радянською Владою.)
У 2006 році на вокзалі Коростеня (де в штабному вагоні урядового поїзда УНР і затверджено герб) встановлено пам'ятний монумент.